# 5S рРНК

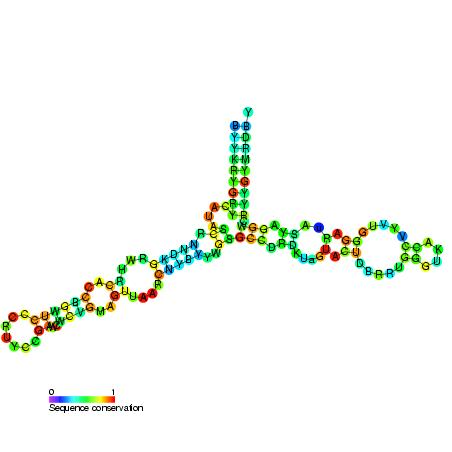
Вторинна структура та варіабельність послідовності 5S рРНК

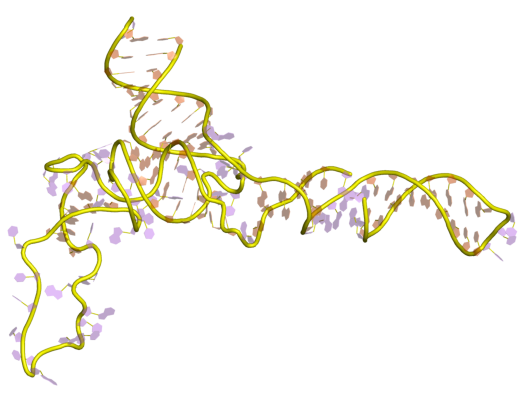
Тривимірна структура молекули 5S рРНК з 50S рибосомної субодиниці бактерії Escherichia coli; дані кріо-електронної мікроскопії.

5S рибосомна РНК (5S рРНК) — молекула рибосомної РНК що має довжину 120 нт і молекулярну масу близько 40000 Da. Вона є структурним і функціональним компонентом великих рибосомних субодиниць в основних доменах живого (бактерії, археї, еукаріоти), за виключенням мітохондріальних рибосом у грибів і тварин. Позначення 5S походить від швидкості седиментації цієї молекули під час ультрацентригування у одиницях Сведберга (S).

## Біосинтез
У прокаріотів, ген 5S рРНК розташований в опероні рРНК після генів що кодують малу і велику субодиницю рРНК. Ці гени ко-транскрибуються в один поліцистронний прекурсор. Особливістю еукаріотичних ядерних геномів є наявність багатьох копій гену 5S рРНК (5S рДНК), які згруповані у тандемні повтори. Кількість копій варіюється у різних видів.
Еукаріотична 5S рРНК синтезується РНК-полімеразою III, тоді як інші еукаріотичні рРНК утворюється в процесі розрізання 45S прекурсору, який був транскрибований РНК-полімеразою I. В ооцитах Xenopus було показано, що домени типу «цинковий палець» 4-7 фактора транскрипції TFIIIA можуть зв'язуватися з центральною ділянкою 5S рРНК. Взаємодія між 5S рРНК і TFIIIA одночасто зменшує транскрипцію генів 5S рРНК, а також стабілізує вже синтезовані транскрипти 5S рРНК до того моменту коли вони будуть використані для збірки рибосом.

## Структура
Вторинна структура 5S рРНК представлена п'ятьма спіральними ділянками (позначаються римськими цифрами I—V), чотирма петлями (B-E), та однією рухомою петлею (A), які всі разом утворюють Y-подібну тривимірну структуру. Петлі C і D розташовані на периферії, тоді як петлі B і E є внутрішніми. Філогенетичні дослідження вказують на те що спіралі I та III є спорідненими. Спіраль III містить два висококонсервативних аденозини. Спіраль V, що містить шпилькоподібну структуру, бере участь у взаємодії з TFIIIA.

## Розташування в контексті рибосоми

Тривимірна структура 50S рибосомної субодиниці з Haloarcula marismortui, PDB 1FFK. Рибосомні білки показані бузковим кольором, 23S рРНК — помаранчевим, 5S рРНК — жовтим. 5S рРНК разом з рибосомними білками L5 та L18 та доменом V субодиниці 23S утворюють центральний протруберанець (англ. central protuberance, CP).

За допомогою різноманітний методів, таких як кріо-електронна мікроскопія, хімічний кросс-лінкінг, а також рентгеноструктурний аналіз, фізичне розташування 5S рРНК в структурному контексті рибосоми було визначене з великою точністю. У бактерій та архей, велика рибосомна субодиниця складається з двох молекул РНК, 5S рРНК, а також іншої, більшої молекули РНК, відомої як 23S рРНК, які асоційовані з численними рибосомними білками. У еукаріотів, велика рибосомна субодиниця містить 5S, 5.8S та 28S рРНК, а також велику кількість молекул білків.
Тривимірна будова великої субодиниці утворює відносно однорідну молекулярну поверхню, на якій виділяють три помітні топологічні елементи: протруберанець L1, центральний протруберанець, а також стебло L7/L12. Протруберанець L1 та стебло L7/L12 розташовані по боках центрального протруберанцю. 5S рРНК розташована в центральному протруберанці. Іншими складовими центрального протруберанцю є 23S рРНК (28S рРНК в еукаріотів) а також рибосомні білки L5, L18, L25, L27.

## Функціональна роль в рибосомі
Функції 5S рРНК вивчені ще не повнівстю. В Escherichia coli, делеція генів 5S рРНК знижує швидкість біосинтезу білків а також має більш виражений загальний негативний вплив на функціонування бактеріальної клітини ніж аналогічні делеції ідентичної кількості генів 16S і 23S  рРНК.
Кристалографічні дослідження вказують на те що 5S-рРНК-зв'язуючі білки а також інші білки у складі великого протруберанцю великої рибосомної субодиниці грають роль у взаємодії рибосоми з тРНК. Окрім цього, переплетення 5S рРНК і 23S рРНК, завдяки яким утворюються пептидилтрансферазний і ГТФазний сайти, свідчать про те що 5S рРНК діє як медіатор між двома функціональними сайтами рибосоми, приймаючи роль у взаємодії між двома рибосомними субодиницями і взаємодіях рибосоми з тРНК.

## Роль в біогенезі рибосоми
У еукаріотів, цитоплазматичні рибосоми формуються з чотирьох рибосомних РНК та більш ніж 80 рибосомних білків. Після транскрипції, 3’ кінці 5S рРНК обробляються екзонуклеазами Rex1p, Rex2p, і Rex3p. Субодиниці 60S та 40S експортуються з ядра в цитоплазму, де процес формування трансляційно-компетентної 80S рибосоми завершується. Точний етап біогенезу рибосоми під час якого відбувається вбудовування 5S рРНК залишається невизначеними, але консесусною є точка зору, що 5S рРНК входить до складу 90S-частинки, яка є прекурсором 60S субодиниці; при цьому 5S рРНК існує у вигляді малого рибонуклеопротеїнового комплексу з рибосомним білком L5.

## Взаємодія з білками

### Білок La
Взаємодія між 5S рРНК і білком La захищає РНК від екзонуклеазної деградації в клітині. Білок La знайдений в ядрах всіх еукаріотичних організмів і асоціюється з декількома типами РНК які транскрибуються РНК-полімеразою III. Білок La взаємодіє з РНК (включаючи 5S рРНК) через 3’ олігоурідиновий фрагмент, сприяючи стабілізації РНК.

### Рибосомний білок L5
В еукаріотичних клітинах, рибосомний білок L5 асоціюється з 5S рРНК, утворюючи стабільну прерибосомну рибонуклеопротеїнову частинку, яка детектується і в цитозолі, і в ядрі. Дефіцит L5 зашкоджає транспорту 5S рРНК в ядро і негативно впливає на процес збірки рибосом.

### Інші рибосомні білки
У прокаріотів 5S рРНК взаємодіє з рибосомними білками L5, L18 і L25. В еукаріотів єдиним відомим партнером 5S рРНК є рибосомний білок L5. У T. brucei, що викликає сонну хворобу, 5S рРНК взаємодіє з двома спорідненими білками P34 та P37; втрата цих білків призводить до зменшення рівня 5S рРНК в клітині.

## Альтернативні 5S рРНК в рибосомах органел

Консенсусні вторинні структурні моделі 5S рРНК. Показані структури РНК з бактерій, архей, та ядер еукаріотів (A); з пластид (B); з мітохондрій (C). Літери та кола позначають консервативні та варіабельні нуклеотидні позиції, відповідно.

Трансляційний апарат мітохондрій і пластид (органели ендосимбіотичного бактеріального походження), порівняно з трансляційним апаратом бактерій, має багато спільних рис, але одночасно з цим має і суттєві відмінності. Геноми всіх органел без виключень кодують велику і малу субодиниці рибосоми, в той же час розповсюдження гену 5S рРНК (rrn5) є менш універсальним у різних організмів. Rrn5 присутній у геномах всіх пластид. Мітохондріальний rrn5 є тільки у рослин і малої кількості протистів.

Порівняння класичної і альтернативної (бурі водорості) вторинних структур 5S рРНК.

Мітохондіральна 5S рРНК більшості гетероконтів демонструє широке розмаїття вторинних структур. Найбільш незвичною є мітохондріальна 5S рРНК з бурих водоростей, в якої закриваюча спіраль I, яка мала б поєднувати 5′ і 3′ кінці молекули, замінена на шпильку (малюнок).
Мітохондріальні геноми тварин, грибів, авльвеолобіонтів і евгленових не мають гену 5S рРНК. Центральний протруберанець в рибосомах цих організмів перебудований декількома способами. В грибних рибосомах, 5S рРНК замінена подовженою рРНК великої рибосомної субодиниці. В кінетопластидах, центральний протруберанець мітохондріальних рибосом сформований еволюційно новими рибосомними білками. Нарешті, мітохондріальні рибосоми тварин прилаштували спеціальну рибосомну тРНК на місце відсутньої 5S рРНК.